# Warrick's Cove
Warrick's Cove is een kleine inham in de Canadese provincie Newfoundland en Labrador. Het is een inham van de Chandler Reach, een zeegat bij de Bonavista Bay aan de oostkust van het eiland Newfoundland. Direct ten oosten ervan ligt een tweede cove genaamd Pudding Cove.
Warrick's Cove heeft vooral relevantie omdat haar oevers, net als die van Pudding Cove, decennialang een kleine nederzetting huisvestten volledig bestaande uit cabins (kleine recreatiewoningen). Het betrof uitsluitend per boot bereikbare tweede verblijven van mensen uit de omgeving, gelegen in het relatief afgelegen bosgebied ten noorden van het local service district Lethbridge and Area. Er stonden tot begin 2025 een tiental cabins.
In juli 2025 vond er een grote bosbrand in het gebied plaats, dewelke de Chance Harbour Wildfire werd genoemd (naar de iets oostelijker gelegen Great Chance Harbour). In de ruime omgeving brandden tientallen vakantiehuisjes af, waarbij onder meer Warrick's Cove zwaar getroffen werd.